# 筆界
筆界（ひっかい、ひつかい、ふでかい）とは、不動産登記の手続きにより決定された一筆の土地の範囲を示す界のことであり、「公法上の境界」ともいわれる。

## 概要
最初に地番が付されたときや分筆、合筆されたときに固定され、土地所有者間で決めたり変えたりすることは出来ない。また、土地の一部に時効取得が生じても筆界は何ら変わることはない。そのため、地積の変更の登記や地図に表示されている筆界を変えることは原則認められない。
これに対し「私法上の境界」（所有権界）は土地の所有（占有）している範囲が隣接地所有者間と合意された境のことで、隣接地所有者との合意に基づき自由に決定や処分、変更することができる。
筆界は、地図または地積測量図によって決定され、幾何学でいうところの線の概念と同じである。現地に筆界点を指し示そうとすると、必ず誤差が生じる。たとえ筆界点が公共座標
（国家座標）により決定されていても、現地において誤差がないということはありえない。したがって、現地に境界標などで示されたものは筆界とはいわず境界という。境界は所有権界のことであるという説明もあるが、一般的には筆界と同等の意味で使われることが多く、また所有権界は契約や時効取得などに関係するため、同義ではない。筆界は図上の概念であり、境界は地上の概念であるともいえる。
筆界は、既に決定されているものであって、これを変更することはできない。すなわち、全ての筆界点は法務局備え付けの地図または地積測量図により、一意的に現地に指し示すことができなければならない（はずである）。もし現地において筆界点（境界点）が明らかでない場合には、第一義的には、地図または地積測量図などの図面類だけを頼りに筆界点を示さなければならない。実務上は、ある程度広範囲に測量し、図面類と現地を照合してから筆界点（境界点）を導き出す。また地図がない場合には、現況が地図であるという考えを持たざるをえないこともある。しかしながら、筆界は本来的には図面類によって形成されるものであって、それ以外のものではない。
筆界をめぐる紛争の解決を図るために設けられた制度として、筆界確定訴訟（民事訴訟の実務では「境界確定訴訟」と呼ばれている）や筆界特定制度がある。